# Belozjorsk
Belozjorsk (ruski: Белозёрск), do 1777. znan kao Beloozero (ruski: Белоозеро, u prijevodu: Bijelo jezero) je grad u Vologodskoj oblasti u sjevernom dijelu europskog dijela Rusije, na južnoj obali jezera Beloje. Nalazi se na 60°2′N 37°47′E / 60.033°N 37.783°E. 
Prvi put se spominje 862. godine. Bio je jedan od pet izvornih ruskih gradova, pored Staraje Ladoge, Novgoroda, Polocka i Rostova. 
Naselje se u nekoliko navrata selilo s jedne obale jezera na drugu. Od 1238. do 1370. bio je prijestolnica male kneževine. Među srednjovjekovne spomenike spadaju brojne crkve. Susjedstvo je bogato starim samostanima, poput Kirilo-Belozerskog i Ferapontova.
Broj stanovnika: 12.000 (2003.)
Od gospodarstva, u ovom gradu su značajne prehrambena i drvna industrija (drvoprerada, pilane).
2001. je grad primljen u članstvo "Nove Hanze".
Vremenska zona: Moskovsko vrijeme

## Vanjske poveznice
- Hanza novog doba
- Stranica o Belozjorsku na towns.ru